# Kira Zvorykina
Kira Alekseyevna Zvorykina (en ruso Ки́ра Алексе́евна Зворы́кина; en bielorruso, Кіра Аляксееўна Зварыкіна) (Mykolaiv, 29 de septiembre de 1919 – Moscú, 6 de septiembre de 2014) fue una ajedrecista soviética, que vivió muchos años en Bielorrusia. Fue tres veces campeona del Campeonato Soviético femenino de Ajedrez.

## Primeros años
Sus padres eran Aleksey Konstantinovich Zvorykin (hermano de Vladimir Zworykin) y Lidiya Terpugova y era la primera de siete hermanos. Su familia eran, en su juventud, jugadores de ajedrez entusiastas e incluso celebraron sus propios torneos de ajedrez privados. Animada por su éxito en uno de estos concursos a los 16 años, participó en un concurso escolar y ganó todas sus partidas.
En 1927, la familia se había reasentado en Leningrado (hoy, San Petersburgo). Allí surgió la oportunidad para que la joven Zvorykina se uniera al legendario Club de Ajedrez del Palacio de Jóvenes Pioneros de la Unión Soviética, donde las clases eran impartidas por la ascendente estrella Peter Romanovsky, por aquel entonces Candidato a Maestro. A los 17 años, se convirtió en campeona de las colegialas de Leningrado y también comenzó a estudiar en el Instituto de Cinematografía. Su tiempo para el ajedrez se volvió gradualmente más limitado y no fue hasta 1946 que comenzó a emerger como una fuerza importante en el ajedrez mundial, terminando segunda en el Campeonato Femenino de Leningrado.

## Participación en los Campeonatos
Zvorykina se casó con el gran maestro y entrenador de ajedrez Alexey Suetin y ambos tuvieron un hijo, Aleksandr, nacido en 1951. Un progreso en su juego llevó a Zvorykina a la cima del ajedrez femenino ruso, al ganar el campeonato nacional femenino en 1951, 1953 y 1956. También tuvo dos finales igualados en 1957 (donde perdió en el desempate con Valentina Borisenko) y en 1958 (con Larisa Volpert).
En el panorama internacional, había muy pocos torneos femeninos en la década de 1950 cuando Zvorykina estaba en su apogeo, pero empató en el cuarto lugar en el evento de 1952 en Moscú y venció a Anne Sunnucks (+1 = 1 - 0) en el enfrentamiento entre la URSS contra Gran Bretaña de 1954. Su mayor éxito se produjo en Plovdiv en el Torneo de Candidatas Femeninas de 1959, cuando consiguió una victoria en la final por el título con la Campeona Mundial Femenina Elizavieta Bykova. Desafortunadamente, las partidas de 1960 coincidieron con la enfermedad terminal de su madre y esto, sin duda, afectó a su juego, resultando en una derrota por un margen de 4½ a 8½.
En la década de los 60, sólo compitió en un pequeño número de torneos internacionales sin mucho éxito. Una nueva ola de jugadores fuertes estaba en ascenso, sobre todo la azerbaiyana, Tatiana Zatulovskaya y las georgianas, Nona Gaprindashvili y Nana Alexandria. Sin embargo, en los torneos de Candidatas al Campeonato del Mundo se mantuvo constante y fue respetada durante la década de los 50 y hasta bien entrada la de los 60, y nunca logró menos de un top 5.

## Equipo de ajedrez
Representó a la Unión Soviética en las Olimpiadas de ajedrez de la 1957 (Emmen) y 1963 (Split) , Zvorykina realizó dos brillantes actuaciones ganadoras de medallas. La primera resultó en una puntuación en la tabla 2 de 12/14, asegurando el oro tanto individual como por equipos e incluso eclipsando el logro de la compatriota de la tabla 1 Olga Rubtsova, la campeona mundial. Su segunda aparición fue en una puntuación igualmente impresionante de 5½ / 6, ayudando al equipo a obtener otra medalla de oro. Sin embargo, como esto se logró desde su posición de reserva del equipo, no se otorgó ninguna medalla individual.

## Últimas años de ajedrez
Zvorykina pasó algún tiempo en Moscú, cuando su esposo fue nombrado entrenador allí. Más tarde, vivió en Minsk, donde dirigió una escuela de ajedrez, aunque su carrera había sido anteriormente la de ingeniería. Competidora frecuente en el Campeonato de Ajedrez de Bielorrusia, fue campeona en tres ocasiones (1960, 1973 y 1975).
En los últimos años, su registro FIDE fue a través de la Federación de Rusia, aunque había pasado algún tiempo viviendo en Bulgaria. A pesar de su avanzada edad, jugó al ajedrez en torneos clasificados hasta 2007. En 1998, cuanbdo contaba con 80 años, su puntuación Elo seguía siendo de 2245 y en el World Seniors en Rowy en 2000, logró unas tablas. Incluso más tarde, su agenda incluía partidas en el  Campeonato Europeo Senior Femenino y el Campeonato Ruso Senior Femenino.
El título de Maestra Internacional de Zvorykina fue otorgado en 1952 y su título de Gran Maestra en 1977. También se convirtió en Árbitro Internacional en 1977.